# James Lockhart
James Marvin Lockhart (Huntington, Virginia Occidental, 8 de abril de 1933 - 17 de enero de 2014) fue un historiador, catedrático y académico estadounidense que se ha especializado en el estudio de la época colonial en Iberoámerica.

## Semblanza biográfica
Realizó sus estudios de licenciatura en la Universidad de Virginia Occidental y de maestría y doctorado en la Universidad de Wisconsin-Madison. Se especializó en el estudio de las fuentes históricas escritas en idioma náhuatl y en la cultura nahua de la época poscolonial. Fue profesor emérito de la Universidad de California en Los Ángeles (UCLA). Fue uno de los principales fundadores de la llamada escuela New Philology, la cual construye la historia en base al estudio de las fuentes escritas en lenguas indígenas de la época colonial de México. 

## Obras publicadas
- Spanish Peru, 1532-1560 (1968)
- The Men of Cajamarca: A Social and Biographical Study of the First Conquerors of Peru (1972)[4]
- Nahuatl in the Middle Years: Language Contact Phenomena in Texts of the Colonial Period, en coautoría con Frances Karttunen (1976)
- Beyond the Codices: The Nahua View of Colonial Mexico, en coautoría con Arthur J. O. Anderson y Frances Berdan (1976)
- The Art of Nahuatl Speech: The Bancroft Dialogues, coeditado con Frances Karttunen (1987)
- Nahuas and Spaniards: Postconquest Mexican History and Philology (1991)[5]
- The Nahuas after the Conquest: A Social and Cultural History of the Indians of Central Mexico, Sixteenth through Eighteenth Centuries (1992)[6][7][8][9]
- Of things of the Indies : essays old and new in early Latin American history (1999)
- Grammar of the Mexican Language: With an Explanation of Its Adverbs de Horacio Carochi (1645), traducción en 2001.